# 경성스캔들
《경성스캔들》은 KBS2에서 2007년 6월 6일부터 2007년 8월 1일까지 방송된 KBS 수목드라마이다. 이선미의 '경성애사'를 극화한 퓨전 로코 사극 드라마이다.

## 등장 인물

### 주요 인물
- 강지환 : 선우완 역 (아역 : 김환영)
- 한지민 : 나여경 역
- 한고은 : 차송주 역
- 류진 : 이수현 역

### 지라시 사람들
- 강남길 : 김탁구 역 - 선우완의 유흥오락계 선배
- 허정민 : 신세기 역 - 선우완의 친구, 월간 지라시 영화부 기자
- 고명환 : 왕골 역 - 월간 지라시 사진부 기자, 선우완과 신세기의 친구

### 해화당 사람들
- 이경진 : 최학희 역 - 나여경의 어머니
- 안용준 : 강인호 역 - 나여경의 해화당 야학제자

### 종로서 사람들
- 윤기원 : 이강구 역 - 일제의 앞잡이, 종로경찰서 순사부장
- 안석환 : 우에다 마모루 역 - 총독부 보안과장
- 최필립 : 야마시타 코우지 역 - 총독부 보안과, 이수현의 라이벌
- 김혜옥 : 우에다 사치코 역 - 우에다 마모루의 아내

### 명빈관 사람들
- 박하선 : 소영랑 역 - 기생
- 장태성 : 추근덕 역 - 명빈관 관리자, 차송주의 비서
- 조수정 : 난향 역 - 기생
- 이시연 : 월선 역 - 기생
- 주민하 : 소홍 역 - 기생

### 주변 인물
- 윤주상 : 선우관 역 - 선우완의 아버지, 대대로 만석꾼 집안의 대부호
- 윤예희 : 허영화 역 - 선우완의 새어머니, 몰락한 양반 가문의 딸
- 미상 : 신화란 역 - 선우완의 정혼자
- 서현기 : 망치(마천일) 역 - 인력거꾼, 이강구의 정보원

### 그 외
- 한태일
- 유태경
- 정동진
- 이지연
- 하덕성
- 김영
- 단강호
- 안성헌

### 우정출연
- 최여진 : 미자 역

## 시청률
| 2007년      | 2007년      | 2007년 | 2007년 |
| 회차        | 방송일      | 시청률 | 시청률 |
| 회차        | 방송일      | TNMS   | AGB    |
| ----------- | ----------- | ------ | ------ |
| 제1회       | 6월 6일     | 6.9%   | 6.8%   |
| 제2회       | 6월 7일     | 5.4%   | 6.0%   |
| 제3회       | 6월 13일    |        | 6.3%   |
| 제4회       | 6월 14일    | 4.7%   | 6.2%   |
| 제5회       | 6월 20일    | 4.1%   | 5.1%   |
| 제6회       | 6월 21일    | 6.0%   | 5.9%   |
| 제7회       | 6월 27일    | 5.9%   | 6.6%   |
| 제8회       | 6월 28일    | 6.1%   | 6.8%   |
| 제9회       | 7월 4일     |        | 5.9%   |
| 제10회      | 7월 5일     | 5.4%   | 6.9%   |
| 제11회      | 7월 12일    | 6.4%   | 7.4%   |
| 제12회      | 7월 18일    |        | 8.9%   |
| 제13회      | 7월 19일    | 6.6%   | 8.1%   |
| 제14회      | 7월 25일    | 7.5%   | 9.7%   |
| 제15회      | 7월 26일    | 7.6%   | 10.0%  |
| 제16회      | 8월 1일     | 7.9%   | 10.0%  |
| 평균 시청률 | 평균 시청률 | -      | 7.3%   |

## 수상 경력
- 2007년 KBS 연기대상 미니시리즈 부문 여자 우수상, 베스트 커플상 네티즌상 한지민
- 2007년 KBS 연기대상 미니시리즈 부문 남자 우수상, 베스트 커플상 강지환
- 2007년 KBS 연기대상 미니시리즈 부문 여자 조연상 한고은